# Denizlispor
El Denizlispor es un club polideportivo de Turquía, de la ciudad de Denizli. Tiene secciones de fútbol, baloncesto, voleibol, tenis de mesa, gimnasia y ajedrez. Su equipo de fútbol fue fundado en 1966 y juega en la quinta división del país.

## Datos del club
- Superliga : 20 temporadas

1983-1988, 1994-1997, 1999-2010, 2019-2021
- TFF Primera División : 35 temporadas

1966-1983, 1988-1994, 1997-1999, 2010-2019, 2021-

## Palmarés
- TFF Primera División (2): 1982-1983, 2018-19

## Participación en competiciones de la UEFA
| Temporada | Torneo         | Ronda         | Club             | Casa | Visita | Global  |
| --------- | -------------- | ------------- | ---------------- | ---- | ------ | ------- |
| 2001      | Copa Intertoto | 1             | NK Čelik         | 3–5  | 0–1    | 3–6     |
| 2002–03   | UEFA Cup       | 1             | FC Lorient       | 2–0  | 1–3    | 3–3 (a) |
| 2002–03   | UEFA Cup       | 1/32 de final | AC Sparta Prague | 2–0  | 0–1    | 2–1     |
| 2002–03   | UEFA Cup       | 1/16 de final | Lyon             | 0–0  | 1–0    | 1–0     |
| 2002–03   | UEFA Cup       | 1/8 de final  | FC Porto         | 2–2  | 1–6    | 3–8     |

## Entrenadores
- Altan Santepe (1966–69)
- Kadri Aytaç (1969–70)
- Doğan Emültay (1970–72)
- İnanç Toker (1972–73)
- İsmail Kurt (1973–74)
- Melih Garipler (1974–75)
- Seracettin Kırklar (1975–76)
- İnanç Toker (1976–77)
- Şükrü Ersoy (1977–78)
- Melih Garipler (1978–79)
- Mustafa Özkula (1979–81)
- Refik Özvardar (1981–82)
- Halil Güngördü (1982–83)
- Doğan Andaç (1982–83)
- Nevzat Güzelırmak (1983–85)
- Özkan Sümer (1985–86)
- Nihat Atmaca (1986–87)
- Zeynel Soyuer (1987–88)
- Fethi Demircan (1988–89)
- Nihat Atacan (1989–90)
- Bülent Ünder (1990–91)
- Behzat Çınar (1991–92)
- Melih Garipler (1991–92)
- Ilker Küçük (1992–93)
- Gündüz Tekin Onay (1992–93)
- Ömer Kaner (1993–94)
- Ümit Kayıhan (1994–96)
- Behzat Çınar (1996–97)
- Melih Garipler (1996–97)
- Raşit Çetiner (1997–98)
- Ersun Yanal  (1998–2000)
- Tevfik Lav (2000–01)
- Yılmaz Vural (2000–01)
- Sakıp Özberk (2001–02)
- Rıza Çalımbay (2001–03)
- Giray Bulak (2003–05)
- Nurullah Sağlam (2006)
- Faruk Hadžibegić (2006)
- Güvenç Kurtar (2006–08)
- Ali Yalçın (2008)
- Ümit Kayıhan (2008–09)
- Mesut Bakkal (2009)
- Erhan Altın (2009)
- Nurullah Sağlam (2009)
- Hakan Kutlu (2009–10)
- Hamza Hamzaoğlu (2010–11)
- Güvenç Kurtar (2011)
- Serhat Güller (2011)
- Osman Özköylü (2011–12)
- Engin İpekoğlu (2012)
- Yusuf Şimşek (2012–13)
- Özcan Bizati (2013)
- Serdar Dayat (2013)
- Ümit Turmuş (2013)
- Özcan Bizati (2013–15)
- Engin İpekoğlu (2015)
- Mehmet Altıparmak (2015)
- Ali Yalçın (2015–16)
- Koray Palaz (2016)
- Selahattin Dervent (2016)
- Ali Tandoğan (2016–17)
- Ali Şimşek (2017)
- Yusuf Şimşek (2017)
- Reha Erginer (2017–18)
- Fatih Tekke (2018)
- Osman Özköylü (2018)
- Yücel İldiz (2018–19)
- Mehmet Özdilek (2019–20)
- Bülent Uygun (2020)
- Robert Prosinečki (2020)
- Kenan Atik (2020)
- Yalçın Koşukavak (2020–21)
- Hakan Kutlu (2021)
- Ali Tandoğan (2021)
- Serhat Gülpınar (2021)
- Fatih Tekke (2021–22)
- Mesut Bakkal (2022)
- Giray Bulak (2022–23)
- Kemal Kılıç (2023)
- Bülent Ertuğrul (2023–presente)